# David Depenau
David Depenau (* 1. November 1970 in Karlsruhe) ist ein deutscher Hotelier und Autor.

## Leben
Depenau durchlief nach einer Ausbildung zum Restaurantfachmann, dem Besuch der Hotelfachschule Heidelberg (1998–2000) sowie dem Studium der Betriebswirtschaft mit Fachrichtung Tourismus an der ADG Business School in Montabaur mit Abschluss zum B.A. verschiedene Berufsstationen im In- und Ausland. Er leitet seit 2010 als Geschäftsführer den Weissenhäuser Strand, einen Ferien- und Freizeitpark an der Ostsee sowie seit 2012 zusätzlich als Geschäftsführer die örtliche Kurbetriebsgesellschaft. Im Dezember 2020 wurde er zusätzlich zum Sprecher der Geschäftsführung ernannt. Mit dem Erwerb von Anteilen wurde Depenau im Jahr 2024 zusätzlich zum Mitgesellschafter der Unternehmensgruppe. Durch die am 26. Februar 2024 bundesweit ausgestrahlte NDR-Reportage Herr D. sucht die Fachkraft erlangte Depenau überregionale Bekanntheit. Die Reportage wurde am 22. Juni 2025 von der Johanna-Quandt-Stiftung mit dem Herbert-Quandt-Medien-Preis 2025 für hervorragenden Wirtschaftsjournalismus ausgezeichnet.
Von 2007 bis 2024 war Depenau Mitglied im Vorstand der Hoteldirektorenvereinigung Deutschland e.V. (HDV), von 2016 bis 2024 deren stellvertretender Vorsitzender. Mit seiner siebten Wiederwahl in den Vorstand der HDV im Frühjahr 2022 hat er mit 16 Jahren die längste Vorstandszugehörigkeit seit Gründung des Verbands im Jahr 1981 inne. David Depenau ist einer der fünf Gründer, die 2013 das Qualitätssiegel „Exzellente Ausbildung“ ins Leben gerufen haben, das 2024 mit dem Ehrenpreis des Tourismusausschusses des Deutschen Bundestages für besonderes touristisches Engagement ausgezeichnet wurde. Seit 2019 ist er ebenfalls Mitglied der European Hotel Manager Association (EHMA). Er ist seit 2016 in zweiter Legislatur Mitglied der Vollversammlung der IHK zu Lübeck, ebenfalls seit 2016 Mitglied des Tourismusausschusses der DIHK in Berlin und auch Mitglied des Rotary Club Oldenburg/Holstein. Im Clubjahr 2018/19 war er der Präsident des Clubs. Depenau hat diverse Bücher, unter anderem zu regionalkulturellen Themen im Bereich Ortsneckname, veröffentlicht. Er hat lange in Karlsbad (Baden) gelebt.

## Werke
- Von Dohlenatze und Schwarzbückel. Verlag David Depenau, 2001, ISBN 3-8311-0721-1.
- Von Dohlenaze, Holzlumpe und Milchsäule. Die Ortsnecknamen in Stadt- und Landkreis Karlsruhe. verlag regionalkultur, Ubstadt-Weiher 2001, ISBN 3-89735-176-5.
- Von Bloomäuler, Lellebollem und Neckarschleimer. Die Ortsnecknamen in Heidelberg, Mannheim und dem Rhein-Neckarkreis. verlag regionalkultur, Ubstadt-Weiher 2002, ISBN 3-89735-205-2.
- Chronik Hotel Erbprinz, Ettlingen. Geschichte und Geschichten eines Hotels. verlag regionalkultur, Ubstadt-Weiher 2002, ISBN 3-89735-226-5.
- Die Ortsnecknamen im Landkreis Calw. In: Jahrbuch des Landkreis Calw. 2003, ISBN 3-937267-01-8.
- Die Ortsnecknamen in Stadt und Landkreis Rastatt und dem Stadtkreis Baden-Baden. Von Gälfießler, Käschdeigel un Schdaffelschnatzer. verlag regionalkultur, Ubstadt-Weiher 2003, ISBN 3-89735-247-8.
- Die Ettlinger Straßennamen. Zur Geschichte des Ettlinger Straßenwesens. verlag regionalkultur, Ubstadt-Weiher 2004, ISBN 3-89735-295-8.
- Briefe an Dich. Info-Verlag, Karlsruhe, 2005, ISBN 3-88190-397-6. (Gedichte)
- Ettlinger Köpfe. Leute, die man in Ettlingen kennt. Info-Verlag, Karlsruhe 2005, ISBN 3-88190-417-4.
- Karlsruhe einst und heute. Vergleichende Stadtansichten. verlag regionalkultur, Ubstadt-Weiher 2006, ISBN 3-89735-461-6.
- Doppelpass – Kicken und Kochen. Das andere Fussballkochbuch. Hampp Media Verlag, Stuttgart 2008, ISBN 978-3-936682-66-3.
- Heidelberg einst und heute. Vergleichende Stadtansichten. verlag regionalkultur, Ubstadt-Weiher 2008, ISBN 978-3-89735-544-6.
- 45 Jahre Ferien- und Freizeitpark Weissenhäuser Strand. verlag regionalkultur, Ubstadt-Weiher 2019, ISBN 978-3-95505-127-3.
- Vom Vater zum Sohne. Info-Verlag, Karlsruhe 2019,  ISBN 978-3-96308-055-5.
- 50 Jahre Ferien- und Freizeitpark Weissenhäuser Strand. verlag regionalkultur, Ubstadt-Weiher 2023, ISBN 978-3-95505-376-5.